# Canton de Martinvast
Le canton de Martinvast est une ancienne circonscription administrative de la Manche.